# Leptasterias polaris
Pour les articles homonymes, voir Polaris.
Étoile de mer polaire, Grande astérie polaire, astérie à six bras
Espèce
L'étoile de mer polaire (Leptasterias (Hexasterias) polaris) est une espèce d'étoiles de mer (Asteroidea) de la famille des Asteriidae.

## Description
C'est une grande étoile dont la caractéristique la plus frappante est d'avoir 6 bras au lieu de 5. Ces bras sont relativement épais, cylindriques, mais effilés vers la pointe, et son diamètre va de 15 à plus de 30 cm. Elle est d'une couleur très variable (gris, bleu, brun, vert, orangée...) et souvent marbrée de taches plus sombres, faisant parfois ressortir le madréporite clair. Sa face aborale est couverte de petites épines calcaires.

## Habitat et répartition
Cette étoile se trouve principalement sur les côtes atlantiques du Canada, notamment dans le Golfe du Saint-Laurent, mais aussi jusqu'à Saint-Pierre-et-Miquelon et en Arctique. 
Elle vit entre la zone intertidale et plus de 200 mètres de profondeur, sur tous types de fonds.

## Écologie et comportement
Cette étoile se nourrit principalement de mollusques sessiles, comme la moule bleue Mytilus edulis mais aussi à l'occasion des oursins comme Strongylocentrotus droebachiensis, ainsi que toutes sortes d'animaux plus lents qu'elle, et même de cadavres. Sa digestion est externe, ce qui lui permet de consommer des proies presque plus grandes qu'elle.
Fait remarquable chez les échinodermes, cette étoile pond ses œufs sur le substrat, et la femelle les « couve » jusqu'à éclosion de juvéniles déjà formés, sans passer par le stade planctonique.

## Liste des sous-espèces
Selon Catalogue of Life (22 mai 2014) :
- sous-espèce Leptasterias polaris acervata (Stimpson, 1862)
- sous-espèce Leptasterias polaris katherinae (Gray, 1840)
- sous-espèce Leptasterias polaris polaris (Müller & Troschel, 1842)
- sous-espèce Leptasterias polaris polymorpha Djakonov, 1938
- sous-espèce Leptasterias polaris ushakovi Djakonov, 1938